# Leonés occidental
El leonés occidental es un dialecto del leonés.
Es el dialecto más representativo y vivo de la lengua, y es la base de los intentos normativos actuales de esta variante.
La división clásica del leonés establece tres áreas definidas:
- Oriental: caracterizada por la aspiración de f- inicial latina (h.ierru)
- Central: caracterizada por conversión de ce/ci en fe/fi (cínife/fínife) o de güe en bue (güertu/buertu). En la parte septentrional presencia de la che vaqueira (L.l.aciana o Tsaciana).
- Occidental: caracterizada por rasgos muy definidas.

## Rasgos propios
- Permanencia de diptongos decrecientes "ou" y "ei" proveniendes de AU y E latinas (CAUSA > cousa, MONASTARIUM > monasteiro. Rasgo compartido con el portugués.
- Evolución del grupo latino -ct- en -it-. FACTUM > feitu. Rasgo compartido con el portugués.
- Plurales femeninos y tiempos verbales en -as y -an respectivamente, frente a -es y -en del asturiano central: cousas/coses/ fixeran/fixeren.
- Diptongación de E (> ie) y O (> ue) breves tónicas latinas en cualquier entorno fonético: HODIE > hüey/güey (cast. hoy). Se diferencia de la diptongación castellana en que en esta lengua se produce siempre y cuando no haya un sonido que impida formar el diptongo, como en el ejemplo, la yod.
- Evolución de los grupos latinos pl-, fl-, cl-. PLANUM> chanu, FLAMMA> chama, CLAVEM> chave.
- Infinitivos en -ARE, -ERE e -IRE: Cantare, morrere, dicire.
- Vacilación en la diptongación de O breve latina (wé, wá, wó): Suennu, suannu, suonnu.
- Posesivos con artículos antepuestos los cuales concuerdan en género y número con el nombre al que preceden: El mieu, el tieu, el sieu, la mía, la tua, la sua, los mieus, los tous, los sous, las mías, las tuas, las suas, los nuesos, los vuesos, los sous, las nuesas, las vuesas, las suas.
- Cierre oral de las vocales atónas. Perru> Pirru, Prencipiare> Principiari. Aunque se recomienda no aplicarlo en la escritura, además es un fenómeno que está cayendo en desuso.

## Subdialectos
- Pachuezu, dialecto hablado en Laciana, Babia, Alto Sil, Luna y Omaña.
- Cabreirés, caracterizado por la palatalización de la n- en ñ así como por la presencia de triptongaciones.
- Sanabrés, caracterizado por los femeninos en -es y presencia de terminación en -is, así como artículos u y a frente a él y la.

## Límites
Los límites tradicionales del leonés occidental se basan en una raya imaginaria que va desde la comarca de Luna al norte, llegando hasta las cercanías occidentales de La Bañeza bajando por las límites de las comarcas zamoranas de Carballeda y Aliste por el oriente. En el occidente el límite lo marca el contacto con la lengua gallega en el Bierzo y Sanabria y el portugués en la región de Miranda de Duero.

## Extensión
Abarcando la mayor parte de la provincia de León y las únicas zonas falantes de Zamora y Portugal. Incluiría con mayor pervivencia en unas zonas que otras las siguientes comarcas leonesas:
- Valdería.
- La Valduerna.
- El Bierzo.
- Laciana.
- Luna.
- Babia.
- Omaña.
- Cepeda.
- Maragatería.
- La Cabrera.
- Tierras de la Bañeza.
- La Carballeda.
- Sanabria.
- Sayago.
- Aliste.
- Miranda.